# Croatia Records
Croatia Records ist das größte Major-Label in Kroatien. Das Musiklabel beschäftigt 43 Mitarbeiter (Stand: 2011) und hat seinen Sitz in Dubrava, einem Stadtteil der Hauptstadt Zagreb. Das Label hat Künstler aller Genres unter Vertrag, darunter auch einige Teilnehmer des „Eurovision Song Contest“.
Die Geschichte von Croatia Records geht bis in das Jahr 1924 zurück. Im Jahr 1990 änderte das Label seinen Namen von Jugoton in Croatia Records.

## Geschichte

### Gründung (1924 bis 1947)
Die Ursprünge von Croatia Records gehen bis ins Jahr 1924 zurück, als die Gründer in einem kleinen Laden ihre ersten Veröffentlichungen vertrieben. Wie der kleine Verkaufsladen, so hieß auch das Label bis 1938 Edison – Bell. Danach wurde das Unternehmen nach einem Eigentümerwechsel in Elektron umgetauft.

### Jugoton (1947 bis 1990)

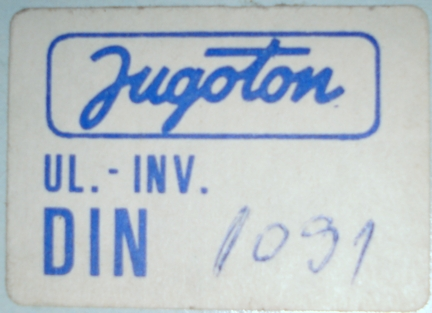
Logo auf einem Preisschild (1980)

Im Jahr 1947 wechselten die Eigentümer erneut und das in Zagreb gegründete Label erhielt den Namen Jugoton. Das Label war bis zum Zerfall Jugoslawiens das größte Musiklabel in Jugoslawien.
Die Veröffentlichungen bekannter jugoslawischer Musiker und Bands wurden im gesamten sozialistischen Jugoslawien vertrieben. Jugoton war Herausgeber des Kompilation-Albums Paket aranžman. Bei Jugoton standen auch mehrere Teilnehmer des Eurovision Songcontests unter Vertrag, darunter die Sieger von 1989 Riva.

#### Künstler
| - Azra - Đorđe Balašević - Beograd - Bezobrazno Zeleno - Bijelo dugme - Borghesia - Bulevar - Cacadou Look - Crni Biseri - Crvena Jabuka - Zdravko Čolić - Dah - Daltoni - Dʼ Boys - Dino Dvornik | - Dino Merlin - Divlje Jagode - Dorian Gray - Dubrovački Trubaduri - Električni Orgazam - Film - Garavi Sokak - Griva - Halid Bešlić - Hari Mata Hari - Idoli - Ibrica Jusić - Tereza Kesovija - Kontraritam - Korni Grupa | - Laboratorija Zvuka - Laki Pingvini - Leb i Sol - Josipa Lisac - Oliver Mandić - Srđan Marjanović - Seid Memić - Slađana Milošević - Zana Nimani - Haustor - Opus - Osmi Putnik - Parni Valjak - Partibrejkers - Pekinška Patka | - Petar i Zli Vuci - Plavi orkestar - Prljavo Kazalište - Profili Profili - Rani Mraz - Riblja Čorba - Sanjalice - Slomljena Stakla - S Vremena Na Vreme - Šarlo Akrobata - Tajči - Time - Neda Ukraden - U Škripcu - YU grupa | - Zabranjeno Pušenje - Zana - Zlatni Dečaci |

Das Label vertrieb in Jugoslawien auch Veröffentlichungen von international bekannten Künstlern wie The Beatles, David Bowie, Kate Bush, Deep Purple, Eurythmics, Iron Maiden, Kraftwerk, John Lennon, Madonna, Gary Moore, Mötley Crüe, Elvis Presley, Pink Floyd, Public Image Limited, Queen, The Rolling Stones, Scorpions, U2 und Whitesnake.

#### Jugo-Nostalgie

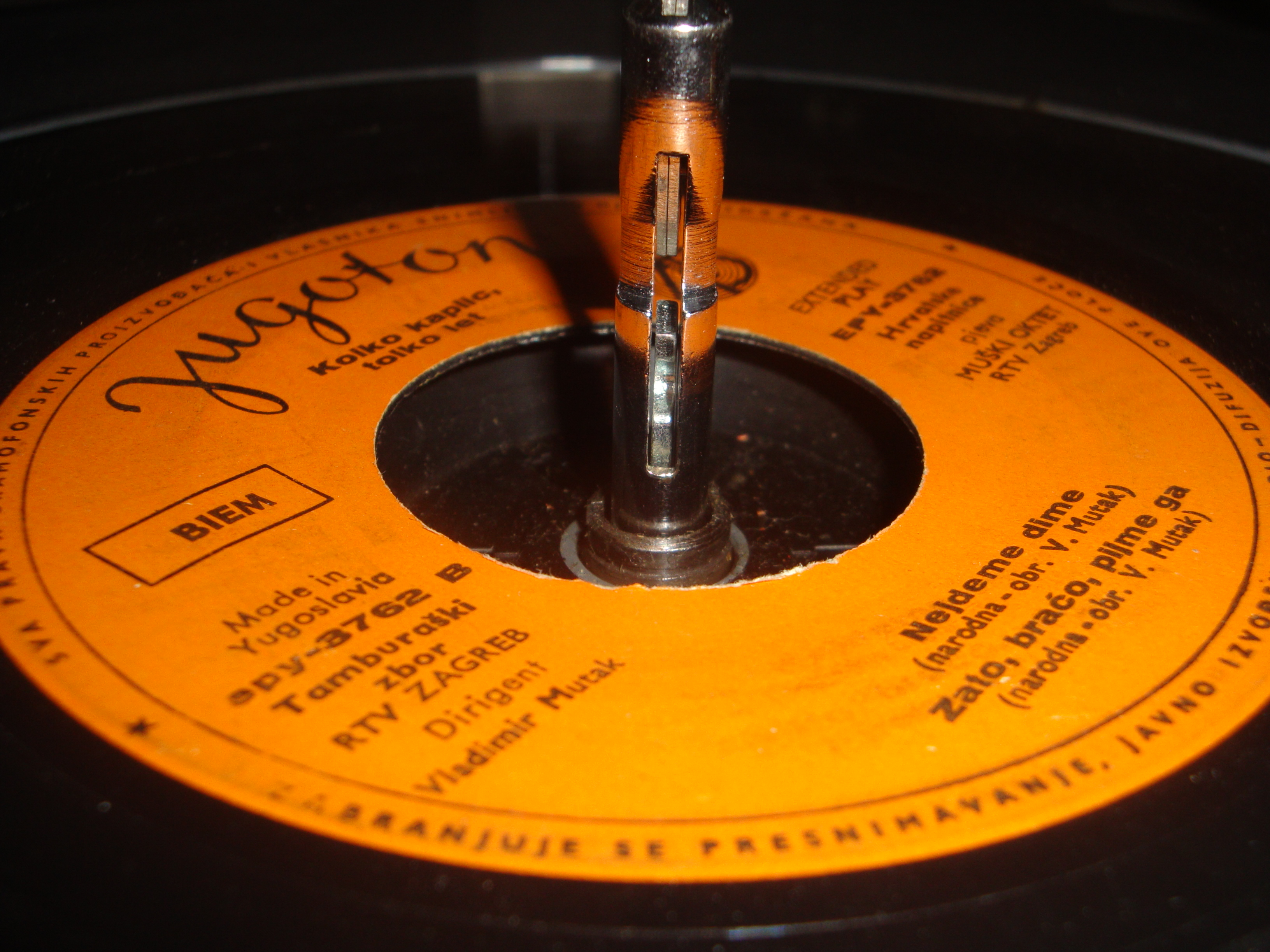
Jugoton-Schallplatte

Jugoton zählt als Vertreter der jugoslawischen Kultur zur Jugo-Nostalgie. Aus diesem Grund verwendet Croatia Records für den serbischen Markt beide Namen, also Croatia Records, als auch Jugoton, wobei der Schriftzug Jugoton größer angebracht ist, an Ladengeschäften. Die Firma ist so in Serbien offiziell unter Jugoton-Croatia Records doo registriert. Auch das alte Maskottchen, der rötliche Cartoon Vogel, welcher durch TV-Spots und dem legendären Ausruf "Nova ploča!" (Neue Platte!) populär wurde, wird noch verwendet.
In der mazedonischen Hauptstadt Skopje vertreibt das mazedonische Label Lithium Records den Jugoton Recordshop.
In Wien gibt es zudem einen Onlineradio- und Web-TV-Sender, der unter diesem Namen firmiert. Dieser spielt Musik aus dem ehemaligen Jugoslawien, aber auch aktuelle Pop- und Rockmusik der jugoslawischen Nachfolgestaaten. Zwischen dem Sender und dem damaligen Label Jugoton besteht keine Verbindung und nicht alle Künstler, die bei dem Jugoton unter Vertrag standen, werden gespielt.

### Croatia Records (seit 1990)
Seit der Umbenennung im Jahr 1990 und der kroatischen Unabhängigkeit ist Croatia Records das größte Musikunternehmen Kroatiens. Von den Gesamteinnahmen stammen 79 Prozent aus Verkäufen auf dem kroatischen Markt und 21 Prozent aus Verkäufen auf dem internationalen Musikmarkt. Der Katalog des Labels umfasst mehr als 65.000 Produktionen und jährlich werden mehr als 1,3 Millionen Tonträger hergestellt. Seit 2005 wird vom Mehrheitsgesellschafter von Croatia Records Autor d.o.o, der Fernsehsender Croatian Music Channel betrieben. Im Jahr 2007 gewann Croatia Records den Musikpreis Porin.
Croatia Records hat einen Kooperationsvertrag mit Sony DADC abgeschlossen, der den Künstlern eine bessere Produktion auf höchstem Niveau bieten soll. Bei Croatia Records stehen zurzeit folgende Künstler unter Vertrag:
| - Dražen Zečić - Arsen Dedić - Mišo Kovač - Josipa Lisac - Goran Bare - Teška industrija - Thompson - Maksim Mrvica - Prljavo Kazalište - Crvena jabuka | - Boris Novković - Novi fosili - Opća opasnost - Rade Šerbedžija - Vanna - Jacques Houdek - Parni valjak - Psihomodo pop - Mladen Grdović - Hari Rončević | - Adastra - Klapa Sveti Florijan - Giuliano - Markiz - Dječaci - Mate Bulić - Valungari - Feminnem - Žanamari - Cinkuši | - Disciplin a Kitschme - Klapa Iskon - Bosutski bećari - Corto - Replica - Band Nisam Kriv - Dino Dvornik - Dino Merlin - Božo Vrećo |

## Sonstiges
Weitere Major-Labels Jugoslawiens waren PGB-RTB, Jugodisk (beide in Belgrad), Suzy Records aus Zagreb, Diskoton aus Sarajevo und ZKP RTLJ aus Ljubljana.